# 128位元
128位元（英語：128 bit），是指在计算机系统结构中具有能直接運算128位元的整數能力或是128位元的記憶體定址元。

## 應用
- GUID或IPv6的定址能力
- Quadruple precision floating-point format（英语：Quadruple precision floating-point format）
- SSE的8個128位元暫存器（XMM0～XMM7）
- 高級加密標準的塊大小是128位元，可選使用128位元的密鑰長度。

## 歷史
- 1976年，128位元的比較器誕生。[1]
- 1999年，CPU開始加入128位元的多媒體擴展指令集支援。[2]